# 加拿大驻华大使馆
加拿大驻华大使馆（英語：Embassy of Canada in Beijing），是加拿大在中华人民共和国的最高外交代表机构。馆址位于中国北京市朝阳区东直门外大街19号。

## 历史
1970年10月13日，中华人民共和国和加拿大建交。1971年，加拿大驻华大使馆正式开馆。